# Гикало (селище)
Гикало (рос. Гикало) — селище, підпорядковане місту Грозний Чечні Російської Федерації.
Населення становить 10 212 осіб. Входить до складу муніципального утворення Грозненський міський округ.

## Населення
| 1990  | 2002  | 2010    | 2012    | 2013  | 2014  | 2015  |
| ----- | ----- | ------- | ------- | ----- | ----- | ----- |
| 5502  | ↘5119 | ↗9426   | ↗9597   | ↗9700 | ↗9777 | ↗9826 |
| 2016  | 2017  | 2018    | 2019    |       |       |       |
| ↗9901 | ↗9998 | ↗10 113 | ↗10 212 |       |       |       |